# VME

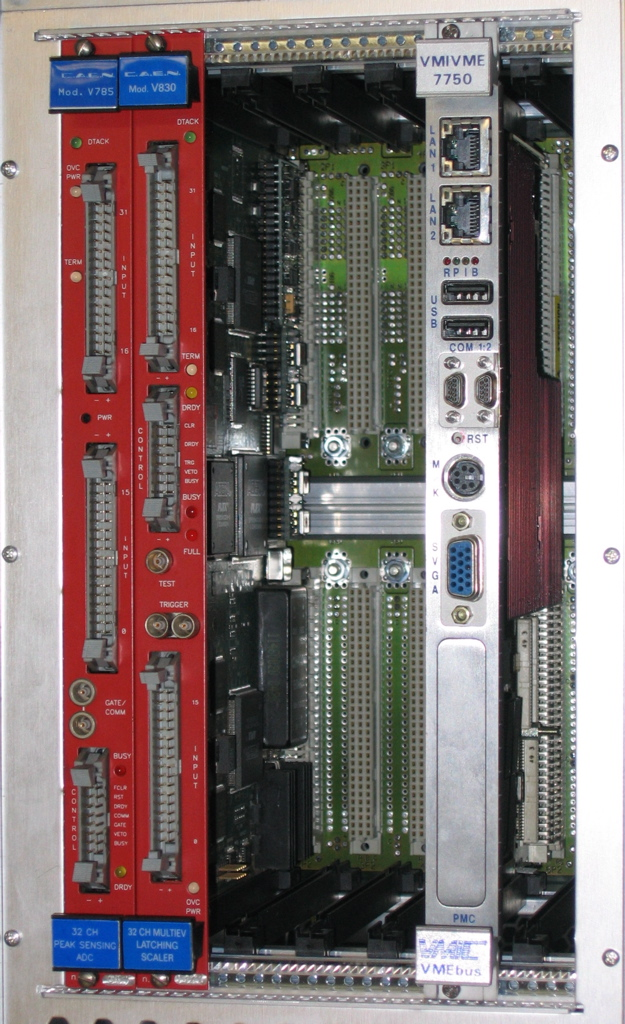
Caja VME64 con, desde la izquierda, un módulo ADC, un módulo escalador y un módulo procesador.

El VMEbus (Versa Module Europa o Versa Module Eurocard bus) es un estándar de bus informático, desarrollado originalmente para la línea de microprocesadores Motorola 68000, pero utilizado con posterioridad para muchas otras aplicaciones y estandarizado por IEC como el ANSI/IEEE 1014-1987. Físicamente se basa en los formatos Eurocard, mecánicos y conectores (DIN 41612), pero utiliza su propio sistema de patillaje, pues Eurocard no lo define. Fue desarrollado en 1981 y hasta el día de hoy sigue siendo ampliamente utilizado.

## Historia
En 1979, Motorola está desarrollando su nueva CPU Motorola 68000 y uno de sus ingenieros, Jack Kister, decide crear un sistema de bus estándar para sistemas basados en 68000, al que llamó VERSAbus. Posteriormente se le une John Black, quien refinó el pliego de condiciones y creó el concepto de producto VERSAmodule. Sven Rau y Max Loesel de Motorola Europa añaden una especificación mecánica para el sistema, basándolo en el estándar Eurocard en la última fase de estandarización. El resultado fue conocido como VERSAbus-E para ser posteriormente renombrado a VMEbus, por VERSAmodule Eurocard bus (aunque algunos se refieren a él como Versa Module Europa).
En este punto, varias empresas que participan en el entorno del 68000 estuvieron de acuerdo en utilizar la norma, incluyendo Mostek, Signetics/Philips y Thomson. Pronto fue oficialmente normalizado por el IEC como el IEC 821 VMEbus y por ANSI e IEEE como ANSI/IEEE 1014-1987.
En 1981 Motorola, junto con Mostek y Signetics/Philips, lanza el VME bus, transporte que puede alcanzar tasas de transferencia de hasta 100 MHz.
VME se ha convertido en un estándar en el mercado de las estaciones de trabajo y su funcionalidad y desempeño se demostró en el Macintosh II de Apple.
Algunas de las características interesantes de este transporte es que está diseñado para que inclusive dos tarjetas de expansión puedan comunicarse independientemente entre sí; soporta rutas de datos de 8, 16 y 32 bits, así como direcciones de 32 bits; y quizá las más llamativas son: que el desempeño está limitado por los dispositivos más que por la interfaz y que tiene un diseño de doble conector que identifica las capacidades de la tarjeta, de tal forma que con el conector P1, utilizado en las tarjetas de altura simple, se provee toda la funcionalidad del VMEBus con direccionamiento de 24 bits y transporte de 16, mientras que con el conector secundario P2, utilizado comúnmente con las tarjetas de doble altura, el direccionamiento y la ruta de datos es de 32 bits.
De manera análoga con otras interfaces, existen tarjetas de altura simple o doble.
Este transporte en realidad cuenta con 4 buses que son:
- Transporte de Transferencia de Datos (DTB, Data transfer bus, DTB): Este transporte acarrea datos, direcciones y las líneas de control para la comunicación entre dispositivos propietarios y el esclavos.
- Transporte de arbitrio del TTD: Determina quién es el propietario del TTD.
- Transporte de interrupciones de prioridad: 7 niveles de interrupción.
- Transporte utilitario: Reloj, reinicio, falla del dispositivo o sistema, etc.

Soporta las extensiones del bus sincrónico del microprocesador Motorola 68000, así como transferencias de 1 a 256 bytes simultáneos. También cuenta con estrobos independientes para datos y direcciones, por lo cual un propietario puede enviar la siguiente dirección antes de leer datos.
En enero de 2002 Motorola Computer Group, un miembro de Motorola Inc. anuncia una gran mejora en la tecnología del VMEbus para aplicaciones clave en los mercados Aeroespacial y de la Defensa.
Con esta presentación se da inicio al movimiento bautizado con el nombre de VMEbus Renaissance, con el cual se pretende dar un nuevo empuje al estándar

## Ordenadores que usan un bus VME
Algunos de los equipos que usan un VMEbus:
- HP 743/744 PA-RISC Single-board computer[7]
- Sun-2 a Sun-4
- HP 9000 Industrial Workstations
- Atari TT030 y Atari Mega STe
- Motorola MVME
- Symbolics
- Advanced Numerical Research and Analysis Group's PACE.
- ETAS ES1000 Rapid Prototyping System
- Varios Data General AViiON basados en el Motorola 88000
- Los primeros sistemas basados en MIPS de Silicon Graphics incluidos los sistemas Professional IRIS, Personal IRIS, Power Series, y SGI Onyx
- Convergent Technologies MightyFrame